# 霍根鎮區 (阿肯色州富蘭克林縣)
霍根鎮區（英語：Hogan Township）是位於美國阿肯色州富蘭克林縣的一個行政鎮區。

## 地方資料
霍根鎮區的面積為48.41平方千米，當中陸地面積為45.59平方千米，而水域面積為2.82平方千米。根據2010年美國人口普查的數據，當地共有人口1514人，而人口密度為每平方千米31.27人。